# 中共中央华中分局
中共中央华中分局是第二次国共内战初期负责原新四军（不含第五师）活动地区的党的领导机构。 

## 历史

### 华中分局
1945年9月19日，中共中央决定“向北发展，向南防御”，抽调十万部队、两万地方干部抢占东北。为此，新四军在长江以南的全部部队、抗日根据地的大部分地方干部撤到江北；黄克诚率新四军第三师与盐阜区的地方干部4万多人赴东北；叶飞的新四军第一纵队取道山东原计划赴东北，但行至胶济线因战事而留在了山东编入八路军山东军区。华中局与山东分局合并为华东局，华中新四军方面的饶漱石任书记，山东八路军方面的黎玉任副书记。在淮安设立华东局领导下的中共中央华中分局，领导陇海路以南的苏北、苏中、淮北、淮南抗日根据地以及国统区的地下党组织。
1945年10月24日在淮阴市华中分局、华中军区正式成立。苏北、苏中、淮北、淮南重新划分为8个地委、专署、军分区。
- 华中分局书记邓子恢，副书记谭震林
- 华中分局常委还有张鼎丞，粟裕、刘晓、曾山。
- 华中分局委员还有陈丕显、管文蔚、张爱萍、吴芝圃、刘瑞龙、萧望东、方毅、黄岩、赵汇川、周骏鸣、吴仲超、钟期光、李一氓、李坚真、章蕴等15人。
- 组织部长曾山
- 宣传部长李一氓，副部长冯定。一九四六年春吴芝圃任部长，内战爆发后调回豫东工作。
- 民运部长刘瑞龙
- 情报部长杨帆
- 城工部长张登
- 社会部副部长兼苏皖公安总局局长李士英
- 秘书长吴仲超
  - 秘书处长欧阳惠林
- 财经委员会：负责人顾准，委员龚意农
  - 利丰棉业贸易总公司，董事长顾准，总经理龚意农，襄理刘乃殿
  - 华中银行：行长徐雪寒

下辖淮南区党委和8个地委：
- 盐阜地委改称五地委，曹荻秋、万金培为正、副书记；
- 淮海地委改称六地委，万众一、吴觉为正副书记；
- 淮北路东为七地委，赖毅、刘玉柱为正、副书记；
- 淮南路东为三地委，书记由李世农兼。

为统一行政机构，1945年10月29日在淮阴成立苏皖边区临时行政委员会， 主席李一氓、副主席刘瑞龙、季方、韦悫、方毅，政府委员张鼎丞、粟裕、邓子恢、谭震林、曹荻秋等27人。政府内设秘书处、民政厅、财政厅、教育厅、建设厅、高等法院、公安总局、交通总局等16个机构部门，淮阴市为边区政府驻地和直辖市。
华中军区司令员张鼎丞，政委谭震林，副司令员粟裕，参谋长刘先胜，政治部主任钟期光，敌军工作部部长陈超凡（陈超寰）。1945年10月29日，中共中央同意粟裕提议，以张鼎丞为新四军华中军区司令员、粟裕为副司令员。华中野战军下辖第6、第7、第8、第9、第10等5个纵队。
- 第6纵队
- 第7纵队 1945年11月，以新四军苏中军区部队为基础，在江苏省东台县成立，下辖5个步兵团和1个特务营，总兵力约有1万人。司令员兼政治委员吉洛 副司令员 张藩 参谋长 杜屏 政治部主任卢胜

第55团（即原“泰州独立团”） 即苏中军区特务第3团。
第57团（即原“兴化独立团”） 即苏中军区第1军分区特务第1团。
第59团（特务1团、海军陆战师1团） 苏中军区第4军分区特务第1团。
第61团（如皋警卫团） 即苏中军区4分区如皋警卫团
第63团（通如纵队） 即苏中军区人民抗日自卫军通如纵队。该团前身是1944年1月起义的施亚夫汪伪34师部队。
纵队特务营——该营前身是苏中军区第4军分区东南警卫团第1营，后改为苏中军区特务营，1945年11月编为华中7纵特务营，1949年整编时为29军86师258团第1营。
- 第8纵队，司令员兼政委陶勇，副司令员彭德清，副政委伍洪祥，政治部主任韩念龙
  - 第64团
  - 第66团
  - 第68团
  - 第69团
  - 第70团
- 第9纵队
- 第10纵队

1946年5月，根据《双十协定》，华中新四军整编为两个师：
- 第一师，师长兼政委粟裕，副师长陶勇，副政委兼政治部主任王集成。1.6万人，由第8纵队、苏中一分区的2个团、第7纵队的2个团合编。
  - 第一旅，旅长张震东，政委卢胜，副旅长兼参谋长谭知耕，政治部主任张日清
  - 第三旅，旅长彭德清，政委伍洪祥，副旅长兼参谋长张云龙，政治部主任李彬山
- 第六师，以六纵队及苏中独立旅合编为第六师。师长兼政委谭震林，副师长王必成，副政委江渭清，参谋长张闯初，政治部主任张千辉
  - 十六旅 旅长 钟国楚 政委 罗维道 参谋长 饶惠谭 政治部主任 王直
  - 十八旅 旅长 饶守坤 政委 刘文学 副旅长兼参谋长 罗桂华 政治部主任 张潮夫
- 第七纵队，第七纵队与苏中军区合并仍为第七纵队。司令员 管文蔚 政委 吉洛 副司令员 戴心宽 副司令员兼参谋长 胡炳云 
  - 五十五团
  - 五十七团
  - 五十九团
  - 六十一团
- 第十纵队  司令员 谢祥军 政委 刘培善 副司令员 常玉清 参谋长 吴肃 政治部主任 孙克敏
  - 八十二团
  - 八十四团
  - 八十七团
  - 八十九团
- 第五旅  旅长 宋文 政委 邓少东 参谋长 胡定千 政治部主任 肖学林
- 野战军直属特务团 团长 曾旦生 政委 陈茂辉
- 野战军直属炮兵团 团长 胥金成
- 第一军分区 司令员 段焕竞 政委 钟民  副政委 许家屯 参谋长 张强生  政治部主任 童炎生
  - 泰兴独立团
  - 泰县独立团
  - 靖江独立团
  - 紫石独立团
  - 东台独立团
  - 如皋警卫团
- 第二军分区 司令员 韦永义 政委 惠浴宇 副司令员 杨洪才 副司令员兼参谋长 吴光明 副政委兼政治部主任 吴嘉民
  - 第四团
  - 第五团
- 第九军分区 司令员 梁灵光 政委 洪泽 副司令员兼参谋长 谢中光 副政委兼政治部主任 周一峰
  - 如东警卫团
  - 南通警卫团
  - 海门警卫团
  - 启东警卫团

### 华中工委

#### 历史
为统一和加强华中地区党的领导，1947年9月12日华东局决定组建中共华中工作委员会（简称华中工委）。1947年11月10日，中共中央华中分局和苏皖边区政府正式撤销，亦撤销苏中、苏北区党委及苏中军区、苏北军区，在射阳成立了华东局华中工委、华中行政办事处、华中指挥部。苏中、苏北地区各地委、专署、军分区，分别隶属华中工委、华中行政办事处、华中指挥部领导。
1948年1月9日，中央军委和毛泽东决定华野东线兵团的两个纵队留山东，两个纵队南下挺进苏北，准备改归陈粟指挥：“拟留9纵、13纵由许世友率领，担负胶东歼敌任务；由韦（国清）谭（震林）率2、7两纵待休整完毕后南下，担负苏北一带歼敌任务”，“待华中局恢复后，改归陈粟指挥”。1月26日，毛泽东决定恢复华中分局，继续归属华东局，同时决定将华野主力所属的豫皖苏地区，从晋冀鲁豫中央局划归华东局管辖的华中分局，许世友、谭震林的华东野战军东兵团主力也南下苏北，统归陈（毅）粟（裕）指挥”。

   许（世友）谭（震林）率7、9两纵休整完毕后，由胶济线向苏北出动。今后苏北、苏中可形成一重要战场，威胁京沪。中央决定恢复华中分局，陈毅为书记，邓子恢为副书记，受华东局领导，管辖现豫皖苏地区、苏北苏中地区及巢湖以东之淮南地区，七、九两纵及一切华中部队统归陈（毅）粟（裕）指挥。

但考虑到山东局面尚未完全打开以及部队历史渊源，毛泽东于1月30日决定许世友与9纵都留在山东，而让原属新四军的韦国清率2纵南下，与苏北的华野11纵、12纵组建为苏北兵团：“苏北兵团受陈粟指挥”，同时要求“许谭率七纵、九纵、十三纵为山东兵团，担负山东战场作战任务，受华东局节制”，山东兵团“作战、休整、补充等计划，经过华东局考虑向军委提出意见，得军委批准然后执行”。
1948年3月，华东野战军第二、第十一、第十二纵队合组成苏北兵团，担负苏北战场作战任务。同时撤销华中指挥部，成立苏北军区，领导原华中指挥部下辖的地方武装。
1948年12月22日，华中工委发出《关于大量提拔、培养准备干部的决定》，普遍建立副职，规定区以上设双套副职。为新解放区准备干部。
1949年4月15日，成立苏北区委。4月21日，苏北行政公署、苏北军区成立。至此，华中工委、华中行政办事处和华中指挥部结束。

#### 组织架构
- 工委书记陈丕显
- 工委委员先后有：陈丕显、管文蔚、吉洛（姬鹏飞）、陈庆先、曹荻秋、韦国清(1948.3—1949.4）、刘先胜(1948.10—1949.4）、张凯(1948.10—1949.4）
- 工委秘书长欧阳惠林
- 工委组织部长：陈丕显    副部长：郑平
- 工委宣传部长：曹荻秋    副部长：俞铭璜
- 工委民运部长：万众一    副部长：张维城
- 工委联络部副部长：宋学武
- 华中财经委员会书记：贺希明    副书记：陈国栋
- 工委政策研究室主任欧阳惠林兼
- 华中行政办事处 主任曹荻秋
- 苏皖区第一地委→华中第一地委（1945年10月－1946年8月；1947年11月－1949年4月）：1945年10月，华中分局决定撤销苏中区党委，苏中三地委与四地委合并，成立华中一地委，属华中分局领导，下辖泰县、泰兴、靖泰、如皋、海安、东台、台北（大丰）、紫石等县。同时，因苏南新四军北撤，苏南澄锡虞、苏常太两个中心县委一并划归华中一地委领导。1946年8月，苏中区党委成立，华中一地委划归其领导。1947年11月，苏中区党委撤销，华中一地委归属华中工委领导．1948年5月华中十地委撤销，所辖澄武锡工委划属华中一地委。1949年4月华中工委撤销，成立苏北区党委，华中一地委划归苏北区党委领导，1949年4月21日改称泰州地委。内部机构设秘书处、组织部、宣传部、民运部、城工部、社会部、联络部。 书记：钟民、谢克西，副书记：欧阳惠林 谢克西 江一真，专员，副专员蔡美江
- 华中第二地委（1945年12月－1946年8月；1947年11月－1949年4月）：1945年10月，华中分局决定将抗日战争时期苏中一地委改称华中二地委，属华中分局领导。下辖江都、高邮、宝应、兴化、溱潼5县县委和沙沟市委、丹北中心县委．1946年8月苏中区党委恢复建制，华中二地委划属其领导，丹北中心县委划归十地委领导。1947年11月华中工委成立，华中二地委属华中工委领导。1948年5月华中十地委撤销，所辖镇丹扬、茅山两工委划属华中二地委领导。1948年11月增辖邗东县委（1949年1月并入江都县）。1949年1月，新建立扬州市委。2月和4月，仪征、六合两县委由江淮一地委先后划归华中二地委领导。1949年4月21日华中二地委改称扬州地委。内部设组织部、宣传部、民运部、行政部等机构。书记：韦永义 陈扬；副书记：陈扬  戴为然
- 华中第五地委（1945年12月－1947年3月；1947年11月－1949年4月）：1945年10月，华中分局决定将抗日战争时期的盐阜地委改为华中五地委，属华中分局领导。辖淮安、涟东、阜宁、建阳（建湖）、叶挺（盐城）、滨海、阜东、射阳、盐东9个县委，以及盐阜海上工委。1946年9月，华中五地委将所属县(市)的党组织划分为4个中心县委。1947年3月华中分局决定恢复苏北区党委，华中五地委改属苏北区党委领导，下辖通榆公路以西的淮安、涟东、阜宁。建阳、叶挺(盐城)5县县委。原五地委所属通榆公路以东地区划为华中十一地委。1947年9月华中五地委与华中十一地委合并，仍称华中五地委。1947年11月，五地委改属华中工委领导。1949年4月，苏北区党委成立，华中五地委划归苏北区党领导，1949年4月21日改称盐城地委。书记：万金培 郑平 副书记：冯国柱  高峰(高啸平)
- 华中第六地委（1945年11月－1947年3月；1947年11月－1949年4月）：1945年10月华中分局决定将抗日战争时期的苏北区党委所属淮海地委改为华中六地委，属华中分局领导．下辖灌云、沭阳、东海、潼阳、泗沭、宿迁、宿北、涟水、淮阴等9个县委。1946年9月华中六地委将所辖党组织划为3个中心县委，1947年2月苏北区党委恢复建制，华中六地委改属其领导，仍辖第一中心县委（辖灌云、沭阳、东海3个县委），第二中心县委（辖涟水、淮阴2个县委），第三中心县委（潼(阳)宿(迁)(东)海地区）。1947年11月华中六地委改属华中工委。内部机构设有组织部、宣传部、城工部、社会部、地委党校、淮海报社、秘书处等。1947年底六地委决定撤销3个中心县委，辖各县县委均由六地委直辖。1948年4月潼阳县委成立，撤销潼南工委，1949年4月21日改称淮阴地委。书记：吴觉 李广仁 副书记：李广仁  张克辛
- 华中第七地委（1945年10月－1947年1月；1947年4月－1948年5月）：成立于1945年11月，属华中分局领导。1947年1月，撤销华中第七地委，成立淮北（津浦路东）党政军委员会（“淮北工委”）。1947年4月，恢复原称华中第七地委（“淮北地委”），书记饶子健，副书记李任之；并筹建淮南工委、淮南支队（7月份正式成立）。1948年6月，淮南、淮北合并为江淮区，华中七地委改称江淮二地委，下辖泗南、泗阳、泗宿、五河、淮泗、淮宝、泗灵睢、泗五灵风等县委及洪泽湖工委。内部机构设有组织部、宣传部、社会部、联络部、财经委员会、党报委员会等。
- 华中第八地委：1946年2月改称豫皖苏区第三地委。
- 华中第九地委（1947年11月－1949月4月）： 1946年8月苏中区党委成立后，华中分局决定划出原华中一地委领导的南通、如东、海门、启东4县，组建华中九地委，属苏中区党委领导。此后华中九地委又增辖东南县委以及通如、通海两个县级工委。1947年11月华中九地委改属华中工委领导。1948年8月，苏常太工委划归九地委领导。1949年2月，增辖中共南通市委。4月21日，改称南通地委。书记：洪泽(生病未到职)  周一峰(代)  王野翔 副书记：王野翔。内部设秘书处、组织部、宣传部、民运部、社会部、城工部等机构。
- 华中第十地委：1946年9月，根据华中分局指示，撤销(苏南)京沪路东中心县委和丹北中心县委，成立华中十地委，属苏中区党委领导。十地委社会部部长任天石。地委下辖苏(州)常(熟)太(仓)、澄(江阴)(无)锡虞(常熟)、澄(江阴)武(进)(无)锡、镇(江)丹(阳)扬(中)等工委和镇(江)句(容)县委。1947年5月，华中十地委领导机关遭国民党特务破坏。1947年6月苏中区党委决定重建华中十地委，下辖澄武锡、镇丹扬两个工委和镇(江)句(容)县委，原华中十委领导的苏常太、澄锡虞两个工委改属苏中区党委直辖。1947年11月，华中十地委改属华中工委领导。1948年5月华中工委决定撤销华中十地委，其原辖镇丹扬、茅山两个工委改属华中二地委领导；澄武锡工委改属华中一地委领导。1948年5月，华中十地委撤销，所辖澄武锡工委和澄锡虞工委划属华中一地委；所辖镇丹扬、茅山2个工委划属华中二地委领导。
  - 澄锡虞工委：1948年5月划归华中一地委。所辖地区包括江阴、无锡、沙洲(今张家港市)等地。
  - 澄武锡工委：书记张志强、王鹏(代)
  - 镇丹扬工委：书记陈云阁、赵文豹
  - 茅山工委：书记康迪
- 苏常太工委划：1948年5月归华中九地委领导
- 华中十一地委：1947年3月成立，下辖通榆公路以东的滨海、阜东、射阳、盐东4县委。内部机构有组织部、宣传部、社会部、敌工部等．1947年9月华中十一地委并人华中五地委。
- 淮北盐区特委→两淮盐场特区委→淮北盐区特委：1946年11月成立淮北盐区特委。书记：杜李。1947年12月改为两淮盐场特区委，下辖淮北盐区党委和淮南盐区党委。1948年10月两淮盐场特区委仍改为中共淮北盐区特委，专管淮北盐区工作。1949年4月淮北盐区特委改建为淮北盐务管理局，机关驻扬州市，后迁至新浦，属新建立的苏北区。
- 淮南工委：1947年4月组建淮南工委和淮南支队，7月正式成立。工委书记黄岩/李世农。1948年2月下旬成立淮南区党委和淮南军区（第十二纵队兼）。区委书记曹荻秋，副书记李世农。1948年4月，重新成立了津浦路西地委、路西专署、路西军分区。1948年5月，重新成立了中共淮南津浦路东地委、路东专署和路东军分区。1948年6月，江淮区党委成立，淮南区党委及下属的淮南工委、路东地委一并撤销。
  - 淮南津浦路西中心县委（1946.12—1947.2）、改称淮南第一工委（1947.2—12）、改称淮南津浦路西工委（1948.1—4）：书记周依冰/孙传家
  - 淮南第二工委（1947.2—7），改称天高县委（1948.4—6）：书记徐速之
  - 淮南第三工委（1946.12—1948.2），改称和含全县委。书记吴万银
  - 淮南第四工委（1946.12—1948.6），改称寿六舒合县委、寿六合霍工委。书记赵凯
  - 淮南第五工委（1947.2—7），改称高宝县委（1947.7—1948.6）。书记孟家芹
  - 定凤怀县委（1948.1—4）：书记郑锐
  - 定凤嘉县委（1948.1—4）
  - 定合县委（1948.1—1948.2）：书记余健
  - 定滁全县委（1948.3—4）
  - 天长县工委（1947.12—1948.4）：书记陶滔
  - 盱凤嘉县委（1947.2—1948.5）：书记沙流辉
  - 盱来嘉工委（1947.2—1948.5），改称盱嘉县委（1948.5—6）：书记胡坦
  - 来六县委：书记李锐
  - 东南县委（1948.4—6）：书记魏然
- 苏常太工委（1947年11月－1948年8月）：直属华中工委，1948年5月改属华中九地委江南工作委员会领导。书记包厚昌，副书记陈刚、徐政
- 澄锡虞工委（1947年11月－1948年8月） ：直属华中工委，1948年5月改属华中一地委江南工作委员会领导。书记赵建平
- 江南工作委员会：1948年5月华中工委决定调整江南党组织，成立江南工委。书记管文蔚 ，副书记吕炳奎、包厚昌
- 江淮区党委：1947年11月11日，成立两淮军政委员会，统一淮南、淮北军政领导，饶子健任书记，李世农、李世焱任副书记。1948年6月，淮南、淮北合并为江淮区，受华东局和华中工委双重领导，同时成立江淮军区。书记曹荻秋，副书记李世农，区委委员曹荻秋、李世农、陈庆先、饶子健、梁从学、杨光池、赵汇川，区委组织部长李世农(兼)，组织部副部长龙光瀛，宣传科长孙兰，区委秘书曾鸣，联络负责人柏寒。
  - 江淮一地委（由淮南津浦路东地委改建）：淮河以南的来安、嘉山、盱眙、炳辉（天长）、宝应、淮宝、高邮、仪征8县并为天高、盱嘉、来六、东南4县。1948年12月，原4县重划为高邮（高邮湖南，扬州城以外的运河以西部分）、仪扬（江都县一部及旧仪征县全部）、六合（原六合县全部和原盱来嘉所属的炳辉县一部及原东南县的东沟、钟林、金集）、炳辉（包括原天高县）、来嘉（原来安县全部及嘉山县一部）、滁盱6县。1949年4月改为皖北第一地委。地委书记陈雨田，组织副部长孟家芹，宣传部长徐速之，副部长项南，民运部长王守基/丁明志，社会部长李锐。
  - 江淮二地委（由华中第七地委改称），书记张灿明、副书记姚克。辖泗南、泗宿、泗阳（1948年12月17日淮泗县并入）、来宝、泗五、盱凤嘉6县及洪泽湖工委（洪泽湖管理局，书记陈礼宽）。1949年1月，江淮二地委改名蚌埠市委。1949年3月25日，江淮二专区各县划入江淮三专区。
  - 江淮三地委：1948年7月举定由江淮二地委分出，9月中旬设立。书记李任之。辖邳睢铜、萧铜、泗灵睢、灵北、宿东5县。1949年3月25日，江淮二专区各县和豫皖苏三分区所属宿西县划入三地委。1949年4月21日撤销三专区，原属江苏的淮宝、泗阳、睢宁、宿迁、邳睢5县改属苏北六分区，安徽各县划归皖北行署宿县专区。
  - 江淮四地委（1948年7月由淮南津浦路西地委改称）：书记杨效椿。1949年2月27日辖凤阳（旧凤阳县全部和怀远一部）、定远（原定远大部和嘉山一部）、全椒、寿合、定合、定滁6县。1949年4月改名皖北区定远地委。
  - 江淮五地委：1949年1月13日成立，书记程明远，辖淮南铁路东北的巢含、含山、和县、江和全、肥东、巢湖等6县。1949年6月，江淮五地委与皖西四地委合并成立了巢湖地委。
- 两淮市委（1948年12月－1949年3月）：1948年12月上旬，淮阴（清江）、淮安两城解放。1948年12月12日两城合组为两淮市，辖淮城市（淮安县城）和清江6个区。1949年3月2日，撤销两淮市，淮阴（清江）城区划归淮阴县，淮（安）城区划归淮安县。书记：吴觉 副书记：林修德
- 浙东工委：1947年1月上海分局决定恢复浙东党组织，先后建立了浙东工委和四明工委。1947年10月工委书记刘清扬去上海汇报工作时被捕[3]，上海局切断了同浙东联系。1947年12月，顾德欢派项耿去华中工委，要求给予工作上的指示。1947年12月27日，上海局外县工委副书记林枫到四明地区，传达了上海局的决定：浙东工委改建为浙东临时工作委员会（浙东临委），顾德欢(张瑞昌)任书记，马青为副书记，王起为委员。1948年1月3日正式成立，驻四明慈南地区。浙东党组织从分散发展到集中统一领导。1948年5月18日经华东局同意并报中央批准，浙东党划归华中工委领导。1948年8月上海局正式把浙东工作移交给华中工委。
  - 四明工委（1947.1—1949.5）：书记陈布衣，副书记朱之光、张凡，工委委员钱铭歧、薛驹、丁友灿。1947年5月15日，四明工委在陆埠深山中召开建军大会，重建四明武装。
  - 会稽工委
  - 三北工委：地域为余姚、慈溪、镇海三县北部
  - 浦东工委
  - 台东临工委，改称台属工委（1947.1—1949.5）：书记邵明、诸敏。
  - 东海工委（1948.1—2）：书记詹步行
  - 路西工委，改称金萧工委（1947.7—1949.5）：书记蒋明达、张凡
  - 会嵇临工委（1949.3—5）：书记王起
  - 路南特派员(1948.4—1949.5）：卜明
  - 宁波工委（1946.2—1948.6）：王起
- 上海局上海市委驻华中解放区工委（1948.8—1949.4）：1948年8月22日中央指示国统区的斗争要有清醒的头脑和灵活的策略出，为配合解放和接管城市，迅速撤退被暴露的共产党员和积极分子，保存党的干部力量。上海市委决定成立驻华中解放区工委，并在苏中成立交通总站，负责上海干部撤退到苏北射阳参加培训后再分配到解放区工作。书记田辛。
- 华东军区苏北兵团：司令员韦国清，政委陈丕显（兼），副政委姬鹏飞（兼），参谋长覃健，政治部主任张凯，副参谋长陈玉声。辖第2纵队、第11纵队、第12纵队。